# Robert Stolz

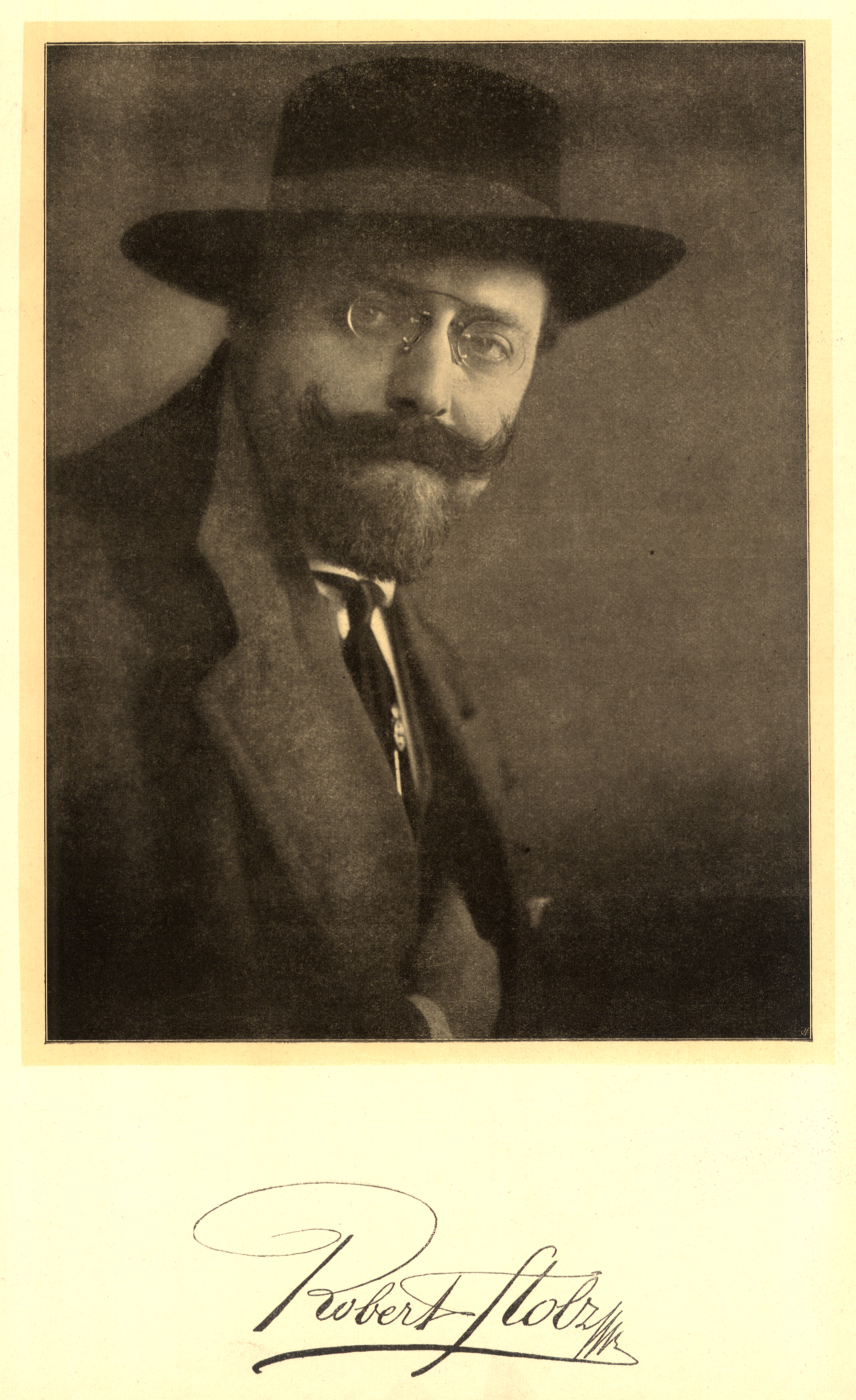
Robert Stolz nel 1915

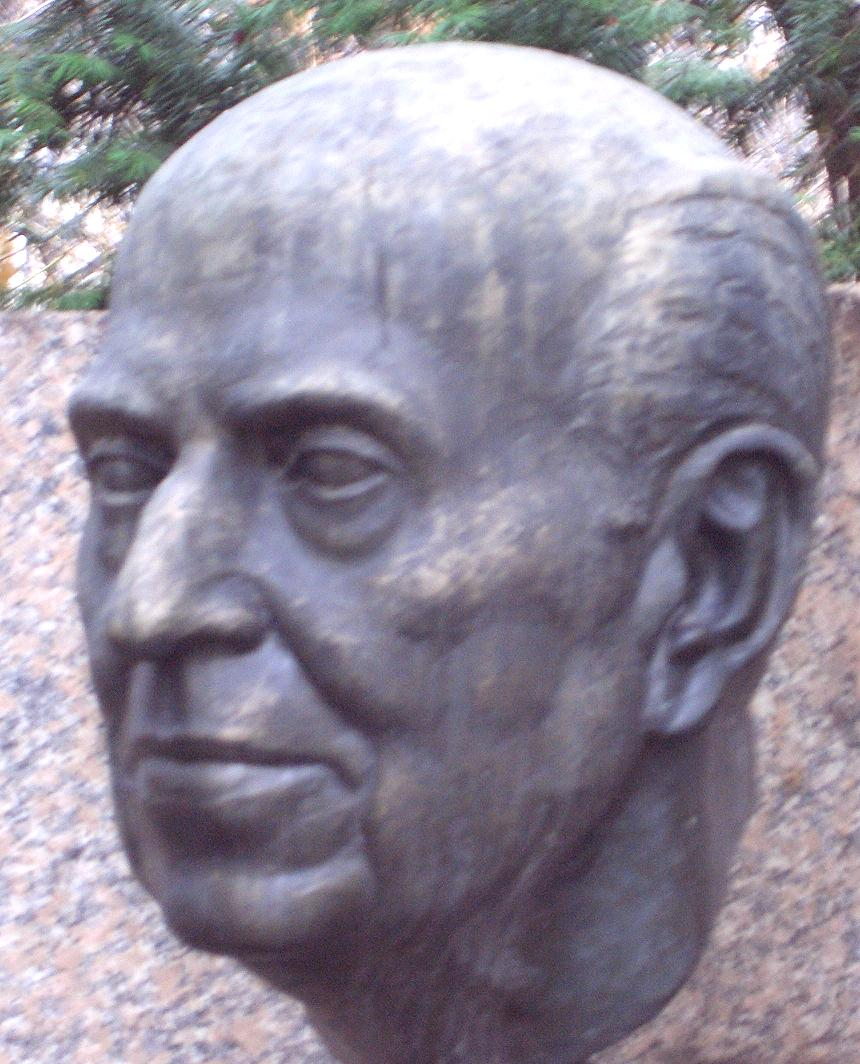
Busto di Robert Stolz situato al Stadtpark (parco municipale) di Vienna

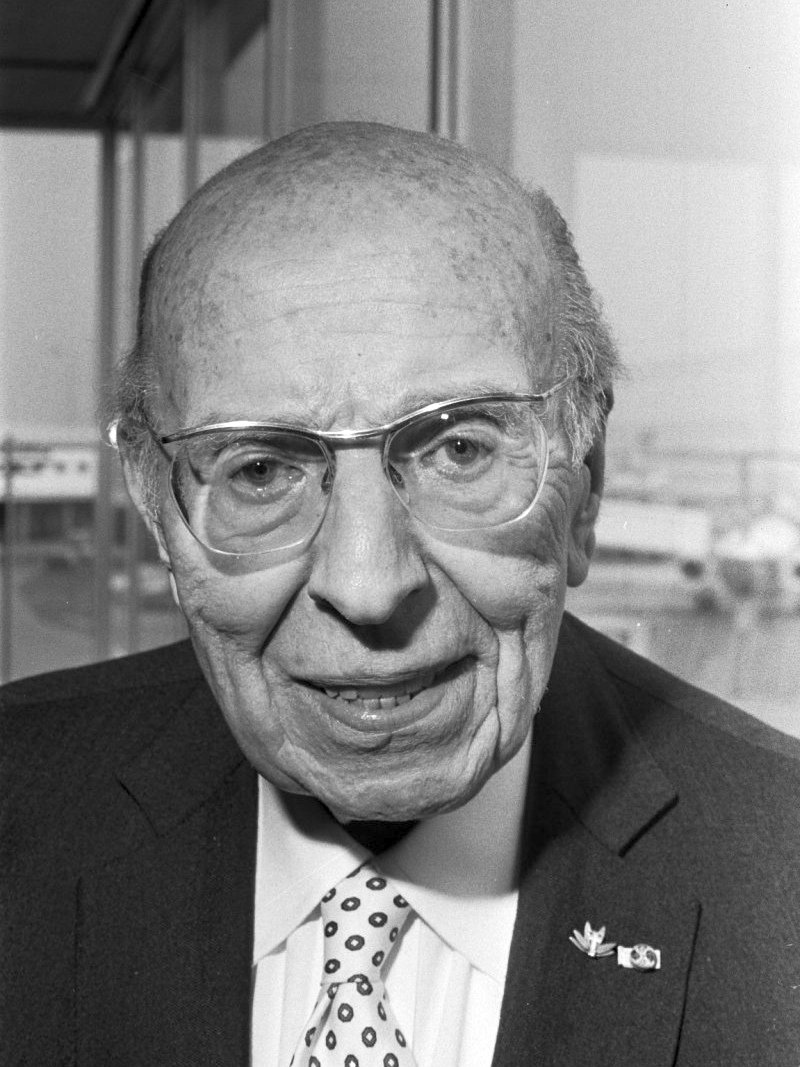
Robert Stolz nel 1970

Robert Elisabeth Stolz (Graz, 25 agosto 1880 – Berlino, 27 giugno 1975) è stato un compositore e direttore d'orchestra austriaco.

## Biografia
Viene considerato l'ultimo autentico operettista della tradizione austriaca.
Nacque in una famiglia austriaca di musicisti composta dal padre Jacob, direttore d'orchestra, e dalla madre Ida, pianista concertista, e studiò al Conservatorio di Vienna con Robert Fuchs e Engelbert Humperdinck.
Fu destinato, quindi, sin dalla giovane età ad una carriera artistica ed infatti già all'età di sette anni si esibiva in concerti pubblici e all'età di undici anni compose la sua prima opera, dedicata al padre.
Diresse l'orchestra ai teatri di Maribor (dove nel 1901 ci fu la prima assoluta del suo Singspiel Studentenulke), di Salisburgo (dove nel 1903 ci fu la prima assoluta della sua operetta Schön Lorchen), di Brno (dove nel 1908 diresse la prima assoluta della sua operetta Die lustigen Weiber von Wien), di Vienna, in Russia e di Berlino, e durante la sua carriera compose oltre 2000 canzoni e Lieder.
Al Theater an der Wien con Max Pallenberg nel 1908 diresse la prima assoluta di Der tapfere Soldat di Oscar Straus e nel 1909 di Der Graf von Luxemburg.
Il 23 dicembre 1920 la prima assoluta di Der Tanz ins Glück a Vienna ebbe successo.
La danza della fortuna andò in scena al Teatro Reinach di Parma il 24 novembre 1921 con Ines Lidelba ed Alfredo Orsini.
Il 18 maggio 1922 Whirled into Happiness a Londra arrivò a 246 recite.
Il 18 aprile 1923 avvenne la prima nel Teatro La Fenice di Venezia di La danza della fortuna con Ines Lidelba Fronticelli ed Alfredo Orsini.
Nel 1925 Sky High a New York arrivò a 217 recite.
Nel 1925 Due baci con il libretto di Giovacchino Forzano e Renato Simoni ebbe la prima assoluta al Teatro Lirico di Milano.
Dopo uno sfortunato periodo vissuto durante e subito dopo la prima guerra mondiale, caratterizzato da gravi difficoltà economiche, la sua operetta Al cavallino bianco riscosse un buon successo di critica e di pubblico.
L'autore si rifugiò dapprima a Parigi e successivamente negli Stati Uniti d'America per evitare la persecuzione nazista, a causa delle sue origini ebraiche. In America si dedicò anche alla composizione di colonne sonore e con questa attività ottenne l'Oscar nel 1941.
Nel secondo dopoguerra rientrò in Europa dove si occupò delle manifestazioni celebrative del centenario del Danubio blu. Tra le sue composizioni più celebri, di questo periodo, si ricorda la Marcia dell'ONU.
Nel 1962 venne insignito della Gran Croce al merito dell'Ordine al merito di Germania.
Al Wiener Staatsoper nel 1963 diresse Die Fledermaus con Eberhard Waechter, Hilde Güden, Erich Kunz e Gerhard Stolze.
Nel 1970 venne insignito della Medaglia per le scienze e per le arti (Austria).
Nel corso della sua lunga carriera, Stolz, compose più di 2000 brani musicali, oltre a 60 colonne sonore per film.

## Elenco parziale di operette

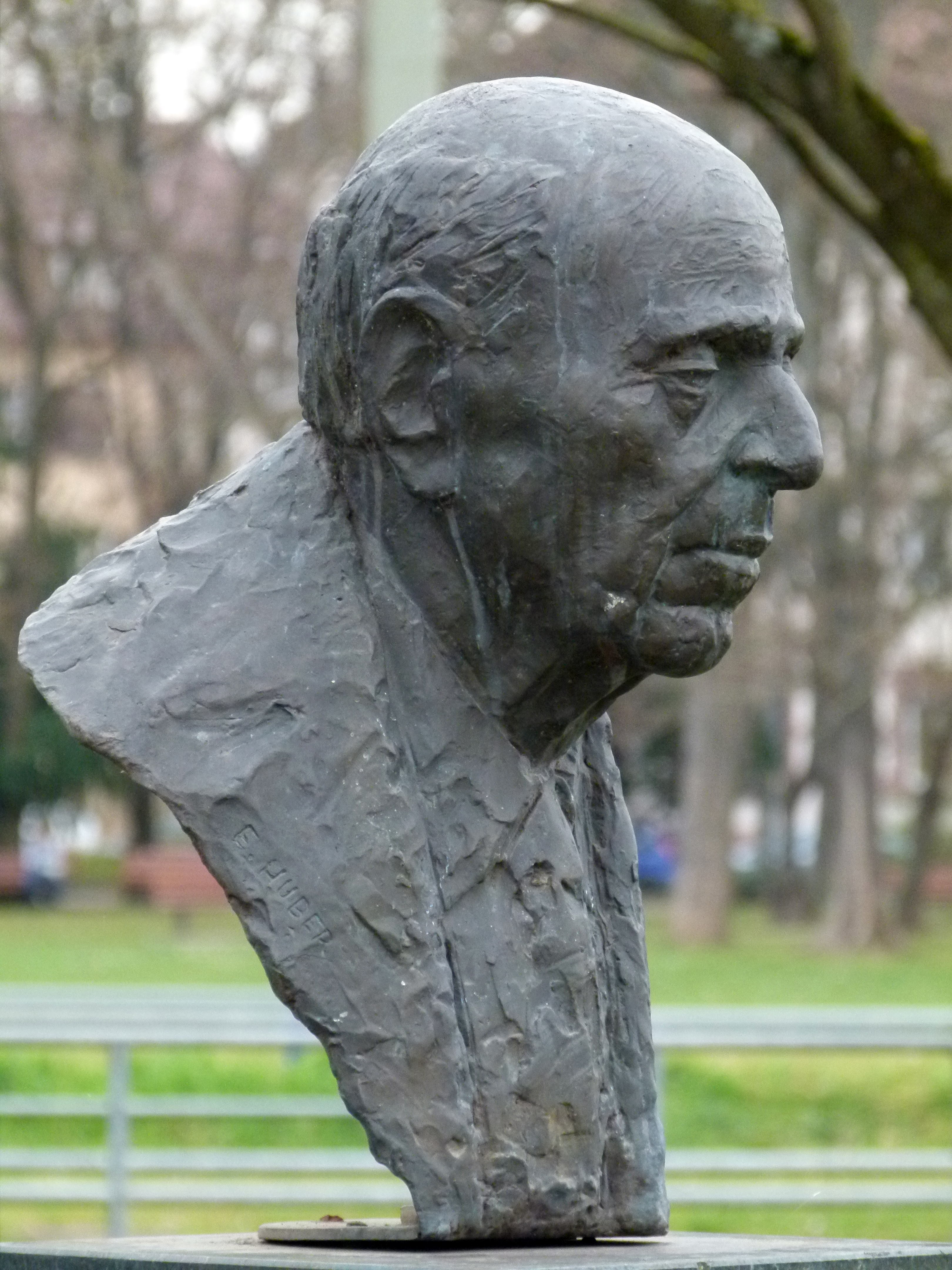
Busto di Robert Stolz a Stoccarda

- Die lustigen Weiber von Wien, libretto di Julius Brammer e Alfred Grünwald (1908) a Brno
- Das Glücksmädel, di Robert Bodanzky e Friedrich Thelen (1910) al Raimund Theater di Vienna
- Du liebes Wien, libretto di Otto Hein e Kurt Robitschek (1913) all'Intimes Theater di Vienna con Hans Moser
- Lang, lang, ist's her, libretto di Bruno Hardt-Warden (1917) al Lustspielhaus di Vienna
- Die Rosen der Madonna, libretto di Bruno Hardt-Warden e Otto Tumlitz (1920) al Burgtheater di Vienna
- Das Sperrsechserl, libretto di Robert Blum e Alfred Grünwald (1920) al Komödienhaus di Vienna
- Der Tanz ins Glück (La danza della fortuna), in 3 atti, libretto di Robert Bodanzky e Bruno Hardt-Warden (1920) al Komödienhaus di Vienna con Joseph Egger
- Die Tanzgräfin, libretto di Robert Bodanzky e Leopold Jacobsen (1921) a Berlino
- Eine Sommernacht, libretto di Robert Bodanzky e Bruno Hardt-Warden (1921)
- Die Liebe geht um, libretto di Robert Bodanzky e Bruno Hardt-Warden (1922)
- Mädi, libretto di Leo Stein (scrittore) ed Alfred Grünwald (1923) a Berlino
- Der Hampelmann, libretto di Gustav Beer e Fritz Lunzer (1923) a Vienna
- Ein Ballroman oder Der Kavalier von zehn bis vier, libretto di Fritz Rotter, Rudolf Österreicher e Alfred Maria Willner (1924) a Vienna
- Ein Rivieratraum, libretto di Bruno Hardt-Warden, Karl Farkas e Fritz Rotter (1924) a Vienna
- Märchen im Schnee, libretto di Kurt Robitschek e Paul Morgan (1925) al Kabarett der Komiker di Berlino con Max Pallenberg
- Der Mitternachtswalzer, libretto di Alfred Maria Willner e Rudolf Österreicher (1926) al Burgtheater di Vienna
- Im weißen Rößl (Al cavallino bianco) (1930), composta assieme a Ralph Benatzky
- Wenn die kleinen Veilchen blühen (1932)
- Der verlorene Walzer, (1933)
- Parata di primavera (Frühjahrsparade), libretto di Ernst Marischka (1964 al Wiener Volksoper)

## Elenco parziale di canzoni
- Servus Du (1912)
- Wien wird erst schön bei Nacht
- Im Prater blühn wieder die Bäume
- Das ist der Frühling in Wien

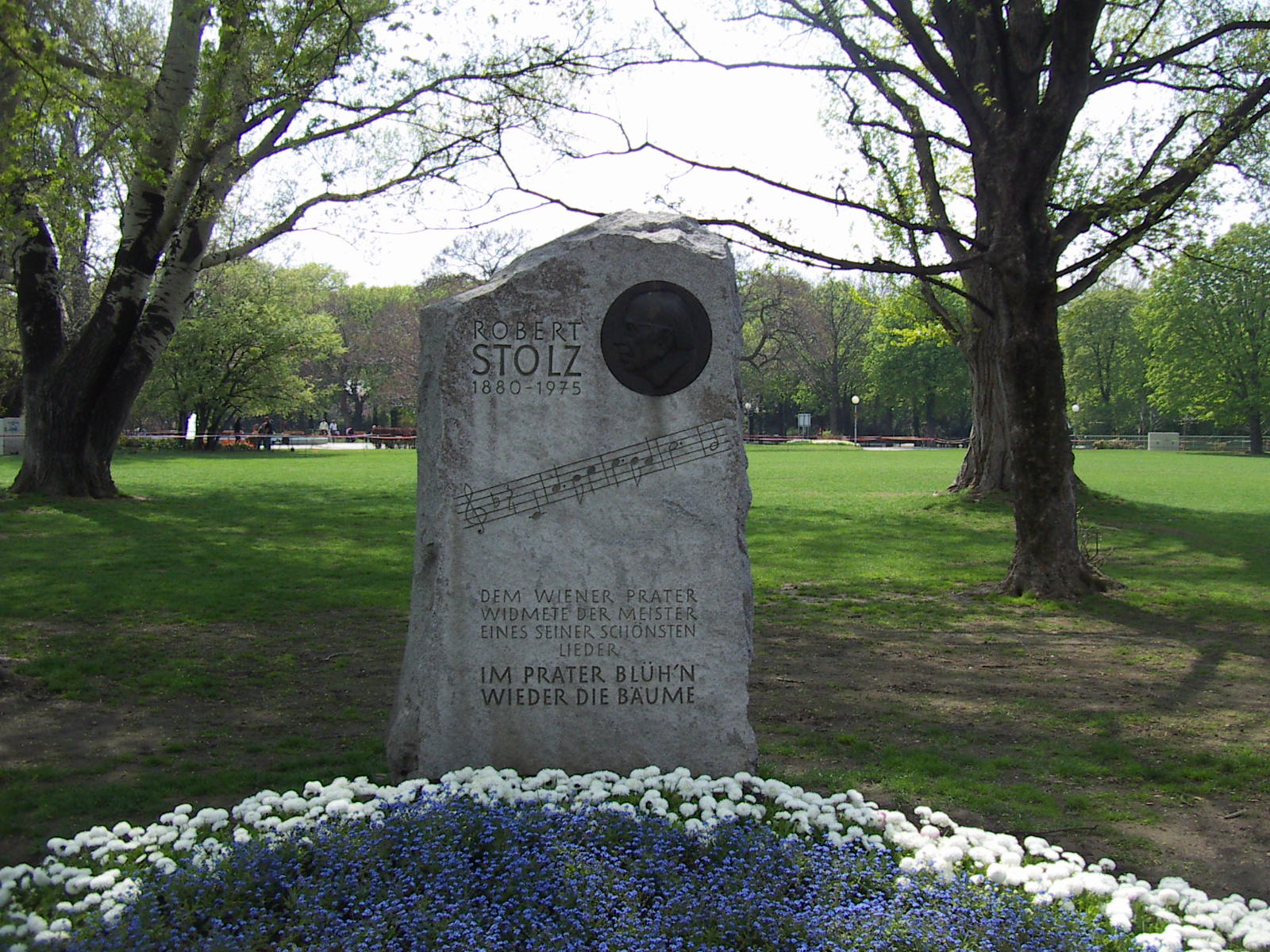
Monumento commemorativo per Robert Stolz al Prater

- Du, du, du sollst der Kaiser meiner Seele sein (1916)
- Hallo, du süsse Klingelfee (1919)
- Salome, schönste Blume des Morgenlands
- Ich will deine Kameradin sein
- Die ganze Welt ist himmelblau
- Salome
- Zwei Herzen im Dreivierteltakt
- Frag nicht warum ich gehe
- Wiener-Café Walzer
- Adieu mein kleiner Gardeoffizier
- Abat-jour (Salomè) (1977)

## Filmografia (parziale)
- Frühjahrsparade (1899)
- König Menelaus im Kino, regia di Hans-Otto Löwenstein (1913)
- Der Millionenonkel, regia di Hubert Marischka - musiche originali (1913)
- Due cuori a tempo di valzer (Zwei Herzen im Dreiviertel-Takt), regia di Géza von Bolváry - musiche originali e direttore d'orchestra (1930)
- Albergo di frontiera (Leutnant warst Du einst bei deinen Husaren), regia di Manfred Noa (1930)
- Das Kabinett des Dr. Larifari, regia di Robert Wohlmuth (1930)
- Zwei Welten, regia di Ewald André Dupont (1930)
- Questa notte... forse sì (Heute Nacht - eventuell), regia di E. W. Emo (1930)
- I cadetti di Vienna (Liebeskommando), regia di Géza von Bolváry (1931)
- Der Prinz von Arkadien, regia di Karl Hartl - musiche originali (1932)
- Was Frauen träumen, regia di Géza von Bolváry (1933)
- Der Himmel auf Erden, regia di Emmerich Wojtek Emo - musiche originali (1935)
- Amo tutte le donne (Ich liebe alle Frauen), regia di Carl Lamac (1935)
- Parata di primavera (1940)
- Avvenne domani (It Happened Tomorrow), regia di René Clair (1944)
- 1º aprile 2000! (1. April 2000), regia di Wolfgang Liebeneiner (1952)

## Discografia
- Kalman: Die Zirkusprinzessin - Berliner Symphoniker/Der Chor Der Deutsche Oper Berlin/Robert Stolz, Mastercorp
- Lanner: Waltzes - Berliner Symphoniker/Robert Stolz, RCA/BMG
- Lehar: Die Lustige Witwe - Berliner Symphoniker/Chor der Deutsche Oper Berlin/Benno Kusche/Dorothea Chryst/Rudolf Schock/Margit Schramm/Jerry J. Jennings/Claudio Nicolai/Julius Katona/Ferry Gruber/Marianne Schreckenbach/Robert Stolz, Sony
- Stolz: Himmelblaue Träume - Berliner Symphoniker/Robert Stolz/Erika Koth/Rudolf Schock, The Art Of Singing
- Stolz: Venus in Seide - Berliner Symphoniker/Robert Stolz/Margit Schramm/Rudolf Schock, The Art Of Singing
- Stolz: Zwei Herzen im Dreivierteltakt - Orchester der Wiener Volksoper/Robert Stolz/Melitta Muszely/Rudolf Schock, The Art Of Singing
- Stolz: Lang, lang ist's her - Großes Wiener Rundfunkorchester/Max Schönherr/Toni Gerhold/Peter Hey/Ernst Arnold/Edi Brosch-Shorp/Marianne Lozal/Heinz Conrads/Hans Dalesicki/Hertha Freund/Lotte Ledl/Josef Krepplinger/Erny Artner/Else Macha/Emmerich Arleth/Franz Lagrange, The Art Of Singing
- Stolz: Madi - Kölner Tanz/Unterhaltungsorchester/Franz Marszalek/Gretl Schörg/Hans Holt/Otto Daue/Lore Lorentz/Peter Rene Körner/Willy Schneider, The Art Of Singing
- Stolz: Frühling im Prater - Münchner Rundfunkorchester/Werner Schmidt-Boelcke/Gretl Schörg/Emmerich Arleth/Herta Talmar/Paul Bös/Leo Siedler/Liselotte Schmidt/Ferry Gruber/Toni Niessner/Bruno Hubner, The Art Of Singing
- Strauss: Die Fledermaus - Wiener Philharmoniker/The Chorus of the Vienna State Opera/Robert Stolz, Mastercorp
- Wiener Musik - Robert Stolz, 1971 RCA/BMG
- The Genius of Robert Stolz - Robert Stolz/Wiener Philharmoniker, Tuxedo
- Wiener Bonbons - Robert Stolz dirigiert Johann Strauss - Robert Stolz/Wiener Symphoniker/Berliner Symphoniker, 1971 BMG Ariola